# Juicio de Luanda
El Juicio de Luanda fue el juicio, celebrado en Luanda, Angola en los meses de junio y julio del año 1976 por el Movimiento Popular de Liberación de Angola (MPLA), recién lograda su victoria en la guerra de la Independencia de Angola, para procesar a trece mercenarios extranjeros que había servido al enemigo derrotado, el Frente Nacional para la Liberación de Angola (FNLA)

## Sentencia
Las siguientes sentencias fueron aprobadas el 28 de junio de 1976:
16 años de Prisión:
- John Nammock (Reino Unido)
- Gary Martin Acker, de 21 años (Estados Unidos de América)
- Malcolm McIntyre (UK)

24 años de Prisión:
- John Lawlor (Reino Unido)
- Colin Evans (Reino Unido)
- Cecil Martin "Satch" Fortuin (Sudáfrica/Reino Unido)

30 años de Prisión:
- Michael Douglas Wiseman (Reino Unido)
- Kevin John Marchant (Reino Unido)
- Gustavo Marcelo Grillo, de 27 años (Argentina/Estados Unidos de América)

Ejecución por Fusilamiento:
- Costas Georgiou (también conocido como Coronel Callan), de 25 años (Chipre/Reino Unido)
- Andrew Gordon McKenzie, de 25 años (Reino Unido)
- Derek John Barker, de 35 años (Reino Unido)
- Daniel Francis Gearhart, de 34 años (Estados Unidos de América)

Algunas de las sentencias se esperaban, especialmente en relación con Georgiou. Sin embargo, otros se consideraron excesivas, sobre todo la de Gearhart, que había llegado a Angola sólo unos días antes de su detención y que nunca participó en ninguna actividad contra el gobierno del MPLA. El primer ministro británico James Callaghan envió un telegrama al presidente de Angola Agostinho Neto solicitando piedad para los hombres.
Sin embargo, los cuatro condenados fueron ejecutados por la policía militar del MPLA el 10 de julio de 1976. McKenzie, quien había resultado gravemente herido en la pierna y usaba una silla de ruedas, se puso de pie para hacer frente al pelotón de fusilamiento.
Los dos americanos restantes, Grillo y Acker, fueron liberados en el año 1982 en un intercambio de prisioneros elaborado por el Departamento de Estado de los Estados Unidos. Los prisioneros británicos fueron puestos en libertad en el año 1984 después de la negociación del Ministerio de Relaciones Exteriores y de la Mancomunidad de Naciones.

## Para leer más
- Cohen Jr., Sylvester Review The Journal of Modern African Studies, vol. 17, n.º 2 (junio de 1979), pp. 342-344
  - Stockwell, John. In Search of Enemies: A CIA story
  - Burchett, Wilfred and Roebuck, Derek. The Whores of War: Mercenaries Today
- Kennedy, Bruce. Soldiers of misfortune CNN Interactive